# Barclay (Maryland)
Barclay é uma cidade  localizada no estado americano de Maryland, no Condado de Queen Anne's.

## Demografia
Segundo o censo americano de 2000, a sua população era de 143 habitantes. 
Em 2006, foi estimada uma população de 147, um aumento de 4 (2.8%).

## Geografia
De acordo com o United States Census Bureau tem uma área de 
0,7 km², dos quais 0,7 km² cobertos por terra e 0,0 km² cobertos por água.

## Localidades na vizinhança
O diagrama seguinte representa as localidades num raio de 12 km ao redor de Barclay. 